# 沙白喉林莺
沙白喉林莺（学名：Curruca minula）又称漠白喉林莺，为鶲科莺属的鸟类。该物种的模式产地在巴基斯坦。

## 亚种
- 沙白喉林莺青海亚种（学名：Curruca minula margelanica）。在中国大陆，分布于甘肃、青海、内蒙古等地。该物种的模式产地在Ferghana,USSR。[3]
- 沙白喉林莺指名亚种（学名：Curruca minula minula）。在中国大陆，分布于新疆等地。该物种的模式产地在巴基斯坦。[4]